# Sisyrinchium bellum
Sisyrinchium bellum là một loài thực vật có hoa trong họ Diên vĩ. Loài này được S.Watson miêu tả khoa học đầu tiên năm 1877.